# Zlatan Arnautović
Zlatan Arnautović   (Prijedor, 2 de setembre de 1956) és un jugador d'handbol serbobosnià, ja retirat, que va participar en els Jocs Olímpics d'Estiu de 1980 i en els Jocs Olímpics d'Estiu de 1984.
A Moscou 1980 fou membre de l'equip iugoslau que finalitzà sisè. Hi va jugar tots sis partits com a porter. Quatre anys més tard, a Los Angeles 1984 fou membre de l'equip iugoslau que va guanyar la medalla d'or. Hi va jugar tots sis partits, també com a porter.
En el seu palmarès també destaca el Campionat del món d'handbol de 1986 i els Jocs del Mediterrani de 1983. A nivell de clubs jugà, entre d'altres, al del Borac Banja Luka i el FC Barcelona. Una vegada retirat va exercir d'entrenador en diferents equips, entre ells el RK Partizan i el Crvena Zvezda.